# Викшани (Сучава)
Викшани (рум. Vicșani) насеље је у Румунији у округу Сучава у општини Мушеница. Oпштина се налази на надморској висини од 395 m.

## Становништво
Према подацима из 2002. године у насељу је живело 248 становника.

### Попис2002.
| Расподела становништва по националности 2002.‍ | Расподела становништва по националности 2002.‍ | Расподела становништва по националности 2002.‍ | Расподела становништва по националности 2002.‍ | Расподела становништва по националности 2002.‍ |
| --------------------------------------------- | --------------------------------------------- | --------------------------------------------- | --------------------------------------------- | --------------------------------------------- |
|                                               |                                               |                                               |                                               |                                               |
| Румуни                                        | Румуни                                        |                                               | 125                                           | 51,7%                                         |
| Украјинци                                     | Украјинци                                     |                                               | 38                                            | 15,7%                                         |
| Пољаци                                        | Пољаци                                        |                                               | 79                                            | 32,6%                                         |